# ロイヤル・オーク

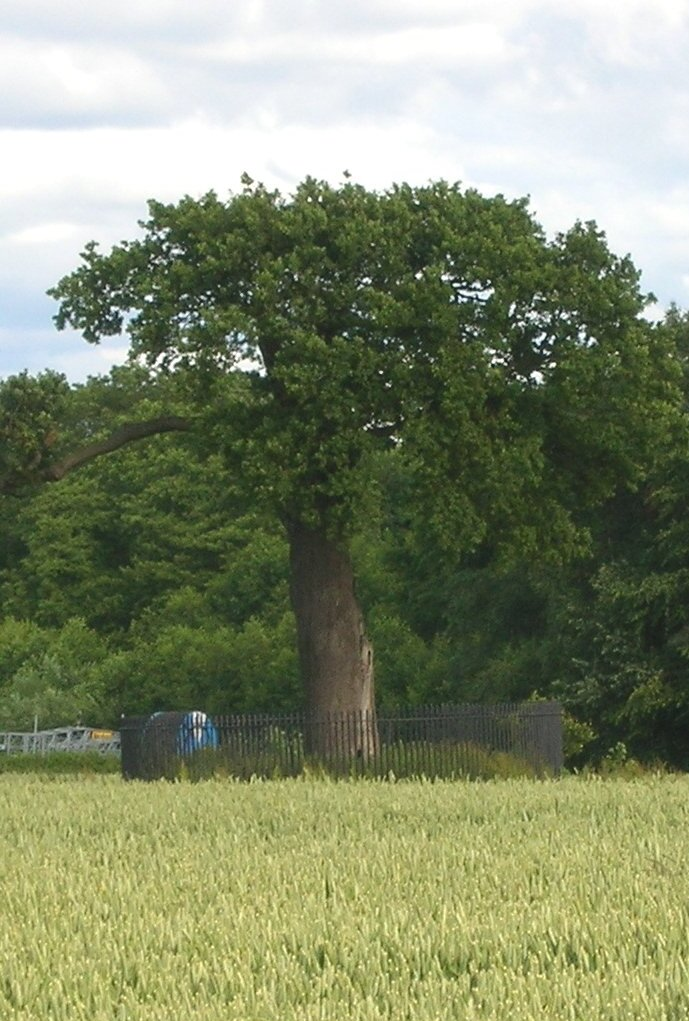
「ロイヤル・オークの息子」ボスコベル館にて撮影（2007年撮影）

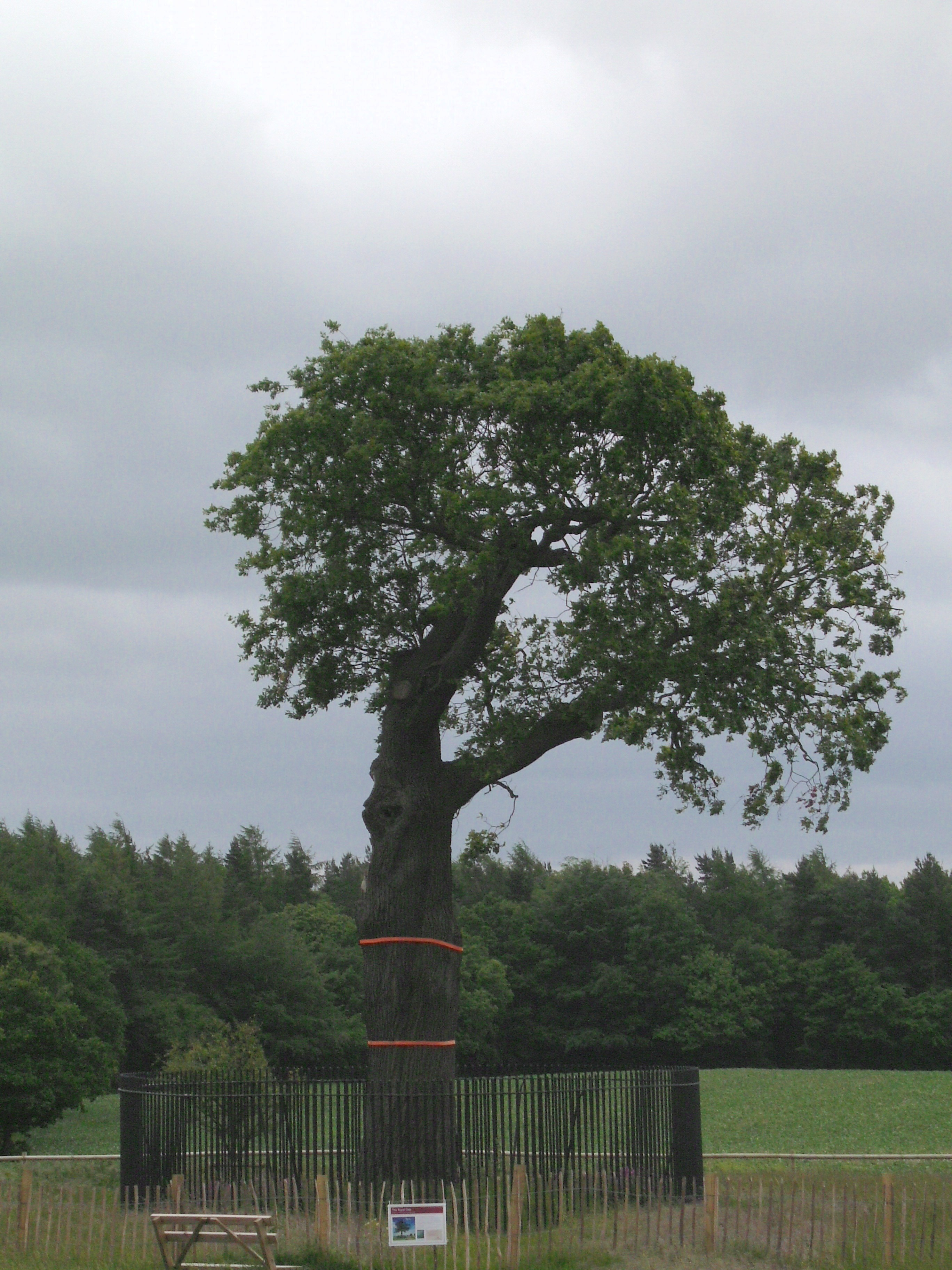
枝の多くを失った「ロイヤル・オークの息子」（2011年撮影）。現在は観光客の安全のために木製の柵が拡張されている

ロイヤル・オーク（英語: Royal Oak）は、清教徒革命（イングランド内戦）中の1651年、当時のイングランド・スコットランド皇太子チャールズ（後のイングランド・スコットランド王チャールズ2世）が議会派の軍との戦いに敗れた後、彼らから逃亡する際に隠れたオーク（イングリッシュオーク）の木に与えられた名前。
1660年の王政復古後、この木の逸話は大変有名となり、王権を象徴する獅子と一角獣に支えられたオークの木から王が顔をのぞかせている図柄の陶器などが多く作られた。また、イギリス国内はもとより、アイルランド、カナダ、アメリカ合衆国、ニュージーランドなどに「ロイヤル・オーク」という地名が存在する。イギリス海軍には歴代8隻の軍艦に「ロイヤル・オーク」という名前が付けられている。

## 歴史
1642年に始まったイングランド・スコットランド・アイルランドの清教徒革命は1649年についに国王チャールズ1世の処刑にいたった。この時王子チャールズは亡命してオランダにいたが、革命に反対するスコットランドが彼を王として推戴したのに呼応してスコットランドに上陸し、1651年1月1日に戴冠式を行った（王位についたのはスコットランドのみで、イングランド史上ではいまだチャールズは皇太子）。しかしその後潜入したイングランドでオリバー・クロムウェル率いる議会派軍に手ひどい敗北を喫し（第三次イングランド内戦・ウスターの戦い、1651年9月3日）、逃亡を余儀なくされた。
チャールズは王党派の残党と共にシュロップシャーのボスコベル館に逃げ込んだ。館の主はカトリックだったため彼らをかくまったが、議会軍の詮議はその館にまで及んだため、チャールズは側近と共に大きなオークの木の枝の中に一晩隠れ、追手をやりすごした。この木が後にロイヤル・オークと言われるものである。
その後フランスに亡命したチャールズは1660年に王政復古を果たすが、その際、自分の逃亡に力を貸した者たちに子々孫々まで与えられる年金を与えたり、王冠とオークの木を組み合わせた紋章の使用を許すなどしてその忠誠に報いたという。また、1679年にはエドモンド・ハレーによって、この木をモチーフにした星座（チャールズのかしのき座）が制定されている。

## 現在のロイヤル・オーク
ボスコベル館に現在存在する樹齢200～300年のオークの木は当時の「ロイヤル・オーク」ではなく、その子孫と考えられていて「ロイヤルオークの息子（Son of Royal Oak）」と呼ばれている。オリジナルのロイヤル・オークは17世紀から18世紀に旅行者がお土産として枝を切るなどしたため枯れてしまったと言われている。
この「ロイヤル・オークの息子」は2000年の嵐で多くの枝を失い、大きなダメージを受けた。翌2001年になってチャールズ3世（当時皇太子）の手でその横にもう1本のオークの苗が植えられることとなった。それは「ロイヤル・オークの息子」のどんぐりから育ったもので、まさしく「ロイヤル・オークの孫」と言うべきものである。